# جيمس تيرنر (تنس)
جيمس تيرنر (بالإنجليزية: James Turner)‏ مواليد 2 يوليو 1965 في إنجلترا، هو لاعب كرة مضرب بريطاني سابق وكان يلعب باليد اليمنى. أعلى تصنيف له في الفردي كان المركز الـ 228 في سنة 1990. أعلى تصنيف له في الزوجي كان المركز الـ 210 في سنة 1990.